# Chenite
La chenite è un minerale.